# Die Tochter der Wanderhure
Die Tochter der Wanderhure ist der vierte Teil der Reihe der Wanderhuren-Romane des als Iny Lorentz bekannt gewordenen Schriftstellerehepaares Iny Klocke und Elmar Wohlrath. Der historische Roman wurde 2008 bei Droemer Knaur veröffentlicht.

## Inhalt
Die Hauptrolle spielt Trudi, die Tochter von Marie, der ehemaligen Wanderhure. Die Familienidylle der Familie, die zwölf Jahre nach den Ereignissen des letzten Bandes (also um 1442) glücklich auf ihrer Burg Kibitzstein lebt, wird nach dem Tod ihres Gönners, des Fürstbischofs von Würzburg und dessen Nachfolger Gottfried IV. Schenk von Limpurg, dem die Emporkömmlinge  aus einfachen Verhältnissen zuwider sind, erschüttert. Bei der Hochzeit der Freundin seiner Tochter wird Trudis Vater, Michel Adler, getötet. Auch wenn sich Marie recht sicher ist, dass der Söldnerführer Peter von Eichenloh hinter dem Attentat steckt, kann sie gegen dessen Machenschaften nichts ausrichten, da sich dieser geschickt von den Verdachtsmomenten reinzuwaschen versteht. Außerdem bedrohen einige Nachbarn und insbesondere der Fürstbischof die Burg, da sie deren Besitz neiden und die Güter an sich bringen wollten. Daraufhin macht sich Trudi auf eine lange und beschwerliche Reise zu König Friedrich III. nach Graz. Unterwegs kommt es zu einigen Schwierigkeiten und auch die Lage Kibitzsteins verschlechtert sich zunehmend.

## Personen
- Michel Adler: Reichsritter zu Kibitzstein
- Marie: Adlers Ehefrau (ehemalige Wanderhure)
- Trudi (Hiltrud): Maries und Michels älteste Tochter
- Lisa: Maries und Michels Ziehtochter
- Hildegard: Maries Stieftochter
- Falko: Maries und Michels Sohn
- Gottfried IV. Schenk von Limpurg: Fürstbischof von Würzburg
- Peter von Eichenloh: Söldnerführer
- Friedrich III., Römisch-deutscher König

## Ausgaben
- Die Tochter der Wanderhure. Historischer Roman, Droemer Knaur, München 2008, ISBN 978-3-426-66242-7.

## Rezensionen
Auch wenn es sich nach Auffassung der Kritiker um einen leicht zu lesenden historischen Roman handelte, bemängelten die Online-Rezensenten mehrfach die Länge der Einleitung: „Die Charaktere wurden interessant dargestellt und waren auch nicht alle so flach, wie man es aus den ersten Bänden immer mal wieder gewöhnt war. Die historischen Hintergründe waren zwar relativ gut recherchiert und glaubwürdig dargestellt, allerdings übertreibt die Autorin auch ganz gern. Der Stil ist gut lesbar, die Informationen werden dem Leser auf dem Silbertablett serviert und somit liest man ein angenehmes Buch, das man unter „leichter Kost“ einordnen kann und das man einmal so nebenher lesen kann.“
„Alles in allem ist ‚Die Tochter der Wanderhure‘ ein farbiger historischer Schmöker, mit tollen Charakteren und einer runden Geschichte. Die historischen Fakten werden teils etwas langatmig herunter gerattert, doch das kann man getrost übersehen. Ein Buch, das gut unterhält und genau in diese Jahreszeit passt.“
„Gut gelöst hat das Autorenpaar den Ausstieg aus der Geschichte, der (…) allerdings Raum für eine Fortsetzung offen lässt. Obwohl aber ‚Die Tochter der Wanderhure‘ erfrischend anders und lebendig daher kommt, ist es nicht wirklich erstrebenswert hier noch weitere Teile anzuhängen.“
In den klassischen Printpublikationen galt „Die Tochter der Wanderhure“ wie auch die Vorgängerromane allenfalls als seichte, oberflächliche Unterhaltungsware, die dem Ruf des Historischen Romans eher schaden würde. So nahm die türkisch-deutsche Schriftstellerin, Publizistin und Journalistin Hilal Sezgin in Die Zeit den Buchtitel als ironischen Aufmacher zu ihrer Bestandsaufnahme des aktuellen Historischen Romans: „Kürzlich besuchte ich mit jemandem eine Bahnhofsbuchhandlung, der eine solche offenbar lange nicht mehr von innen gesehen hatte. Erfreut machte er mich auf einen Titel am Ende des Gangs aufmerksam: »Die Tochter mit der Wundertüte«. Verheißungsvoll. Poetisch. Erst als wir näher kamen, verstand er, dass es sich tatsächlich um Die Tochter der Wanderhure handelte. Seine Augen wurden groß und rund vor Staunen und rundeten sich noch weiter, als ich ihm erzählte, dass es auch einen Roman über Die Wanderhure selbst sowie über Das Vermächtnis der Wanderhure und wer weiß welche sonstigen Begebenheiten aus dem Leben besagter Dame gebe. Und wenn man hineinliest, bestätigt sich in Sachen literarische Qualität ungefähr, was der Titel erwarten lässt.“
Außerdem wurden neben den inhaltlichen Längen auch die Unübersichtlichkeit des Figurenensembles bemängelt, denen man nur mit historischem Interesse begegnen könne: „Dass der Roman (..) auf mehr als 700 Seiten ausgeweitet wurde, macht ihn trotz aller Lorentz-Sympathie-Punkte doch ein deutliches Stück zu lang. Zudem entfaltet sich vor dem Leser ein recht verwirrendes Geschlechter- und Familienpanorama, angesiedelt in der Mitte des 15. Jahrhunderts, das einen robusten historisch interessierten Durchhaltewillen verlangt, um am mehrschichtig verflochtenen Handlungsstrang interessiert zu bleiben.“
Dessen ungeachtet nahm das Buch im Dezember 2008 auf der Bestsellerliste des Focus den achten Platz ein.

## Adaptionen
Hörbuch
- Die Tochter der Wanderhure. Bearbeitete Fassung. Gelesen von Anne Moll. Bastei Lübbe (Lübbe Audio) 2010, ISBN 978-3-7857-4352-2.